# Піч-Лейк (Нью-Йорк)
Піч-Лейк (англ. Peach Lake) — переписна місцевість (CDP) в США, в округах Патнем і Вестчестер штату Нью-Йорк. Населення — 1885 осіб (2020).

## Географія
Піч-Лейк розташований за координатами 41°22′1″ пн. ш. 73°34′35″ зх. д. / 41.36694° пн. ш. 73.57639° зх. д. (41.366952, -73.576503).  За даними Бюро перепису населення США в 2010 році переписна місцевість мала площу 7,88 км², з яких 6,90 км² — суходіл та 0,98 км² — водойми.

## Демографія
Згідно з переписом 2010 року, у переписній місцевості мешкало 1629 осіб у 620 домогосподарствах у складі 445 родин. Густота населення становила 207 осіб/км².  Було 741 помешкання (94/км²).
Расовий склад населення:
| - 96,6 % — білих - 1,0 % — азіатів - 0,3 % — чорних або афроамериканців - 0,1 % — корінних американців - 1,4 % — осіб інших рас |

До двох чи більше рас належало 0,7 %. Частка іспаномовних становила 4,5 % від усіх жителів.
За віковим діапазоном населення розподілялося таким чином: 24,4 % — особи молодші 18 років, 62,2 % — особи у віці 18—64 років, 13,4 % — особи у віці 65 років та старші. Медіана віку мешканця становила 45,4 року. На 100 осіб жіночої статі у переписній місцевості припадало 95,8 чоловіків;  на 100 жінок у віці від 18 років та старших — 90,3 чоловіків також старших 18 років.
Середній дохід на одне домашнє господарство  становив 122 853 долари США (медіана — 113 375), а середній дохід на одну сім'ю — 132 338 доларів (медіана — 120 677). За межею бідності перебувало 6,1 % осіб, у тому числі 17,1 % дітей у віці до 18 років та 0,0 % осіб у віці 65 років та старших.
Цивільне працевлаштоване населення становило 783 особи. Основні галузі зайнятості: освіта, охорона здоров'я та соціальна допомога — 28,9 %, науковці, спеціалісти, менеджери — 10,1 %, будівництво — 9,5 %.